# Cavolo cappuccio
Il cavolo cappuccio è una cultivar biennale di Brassica oleracea appartenente al gruppo delle capitata. Ha la caratteristica di avere le foglie esterne lisce, concave e serrate, che racchiudono le foglie più giovani in modo da formare una palla compatta detta "testa" o "cappuccio".

## Varietà
In base all'epoca di maturazione, si possono avere varietà primaverili, estivo-autunnali o invernali; le primaverili si possono definire precoci, le invernali tardive.
Tra le varietà primaverili si possono ricordare il "Cuore di bue" e l'"Expert precocissimo", tra le estivo-autunnali il "Mercato di Copenaghen" e il Green boy, tra le invernali il "Bianco olandese tardivo" e il Brunswick.

## Tecnica colturale
La semina viene eseguita in semenzaio e il trapianto in pieno campo viene effettuato dopo un paio di mesi. Per le varietà destinate alla produzione di crauti, si può eseguire la semina diretta nel terreno. Le varietà primaverili vengono seminate a settembre, le varietà estive e autunnali sono seminate tra marzo e maggio e le varietà invernali vengono seminate a maggio-giugno.
Prima della semina, il terreno deve essere preparato con una lavorazione profonda. Dopo il trapianto, vengono praticati durante la coltivazione lavori di sarchiatura. L'irrigazione è indispensabile per le varietà estive e autunnali.
La raccolta avviene quando il cappuccio è compatto e ben chiuso. In genere, le varietà primaverili sono raccolte a maggio, le estivo-autunnali tra giugno e ottobre e le invernali durante tutto l'inverno.

## Avversità
Le malattie da funghi che colpiscono più frequentemente il cavolo cappuccio sono l'oidio (causato da Erysiphe cruciferarum), la peronospora (causata da Peronospora brassicae), l'alternariosi (causata da Alternaria brassicae), l'ernia delle crucifere (causata da Plasmodiophora brassicae), il marciume secco delle crucifere (causato da Phoma lingam). Tra gli insetti, i parassiti più importanti sono: l'afide ceroso del cavolo Brevicoryne brassicae, la mosca del cavolo (Delia radicum) e due lepidotteri, la cavolaia (Pieris brassicae) e la nottua del cavolo (Mamestra brassicae).

## Produzione
| Maggiori produttori di cavoli (2012) (in tonnellate) | Maggiori produttori di cavoli (2012) (in tonnellate) |
| ---------------------------------------------------- | ---------------------------------------------------- |
| Cina                                                 | 32 800 000                                           |
| India                                                | 8 500 000                                            |
| Russia                                               | 3 309 315                                            |
| Giappone                                             | 2 300 000                                            |
| Corea del Sud                                        | 2 118 930                                            |
| Ucraina                                              | 1 922 400                                            |
| Indonesia                                            | 1 487 531                                            |
| Polonia                                              | 1 198 726                                            |
| Romania                                              | 990 154                                              |
| Stati Uniti                                          | 964 830                                              |
| Mondo                                                | 70 104 972                                           |

## Tolleranza alla salinità
Il cavolo cappuccio riesce a crescere in presenza di livelli salini molto elevati, assorbendo il cloruro di sodio presente nel terreno. A causa di tale caratteristica, nei Paesi Bassi del XVII secolo le piantagioni di cavolo cappuccio venivano utilizzate per desalinare i terreni sottratti al mare.

## In cucina
Il cavolo cappuccio si può consumare crudo in insalata, come nel caso della coleslaw, oppure cotto al vapore, bollito (per la preparazione di zuppe) o al forno. Si può anche fare fermentare per la preparazione dei crauti o delle verde.